# Harry Jørgensen
Harry Jørgensen (* 7. Dezember 1945 in Gammel Haderslev Sogn) ist ein ehemaliger dänischer Ruderer.

## Werdegang
Harry Jørgensen nahm zusammen mit Jørn Krab und dessen jüngeren Bruder Preben, der als Steuermann fungierte, an den Olympischen Sommerspielen 1968 in Mexiko-Stadt teil. In der Zweier mit Steuermann-Regatta gewann das Trio die Bronzemedaille.